# 우륵단
우륵단(于勒壇)은 청풍 성열현인 악성 우륵(于勒)이 의림지를 관망하고 휴식하면서 12현금을 탄금한 장소이다.

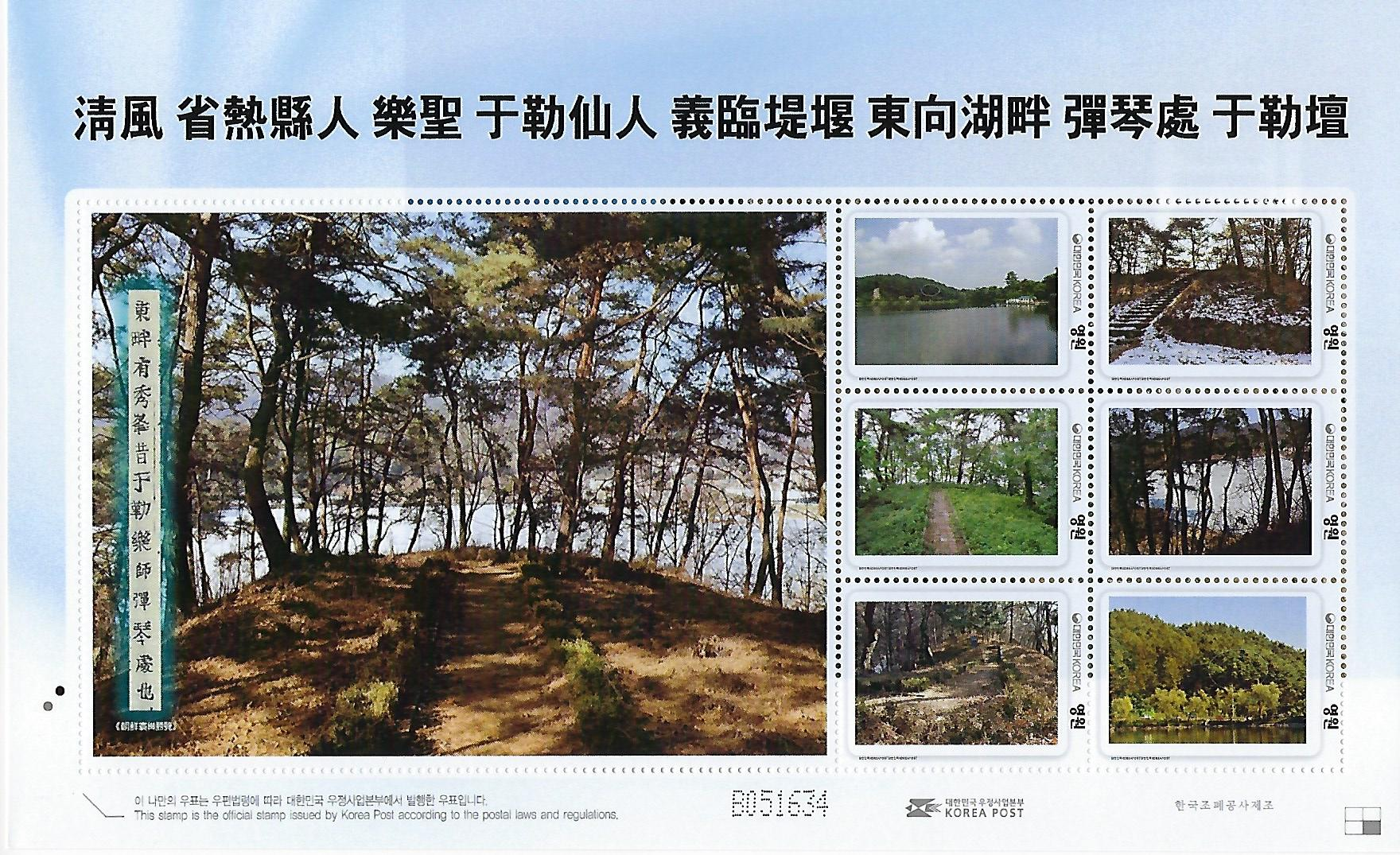
악성 우륵이 12현금을 탄금한 의림지 우륵단 기념우표

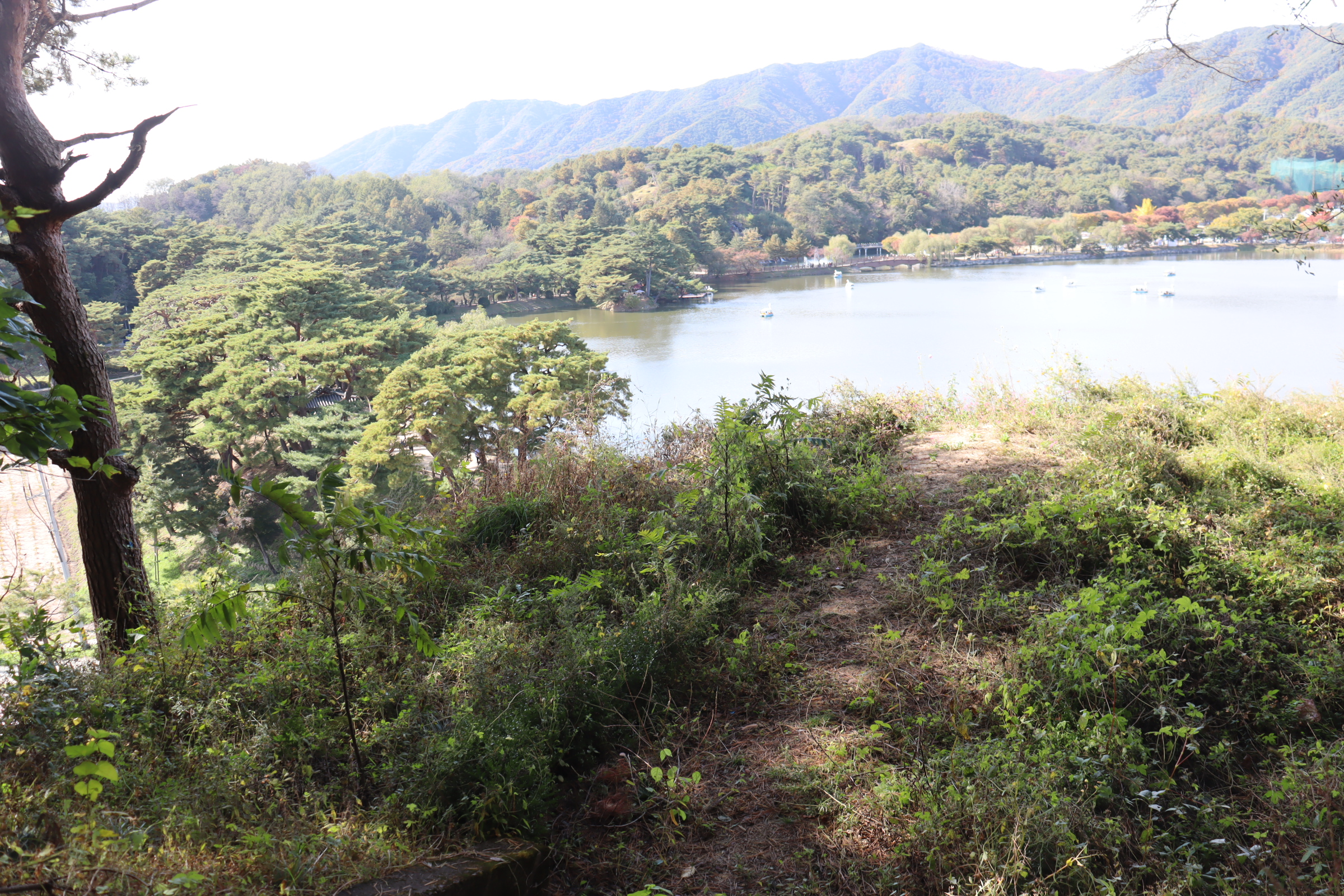
의림지 동쪽에 의림대로 확장으로 벼랑을 절삭하고 소나무를 벌목한 우륵단

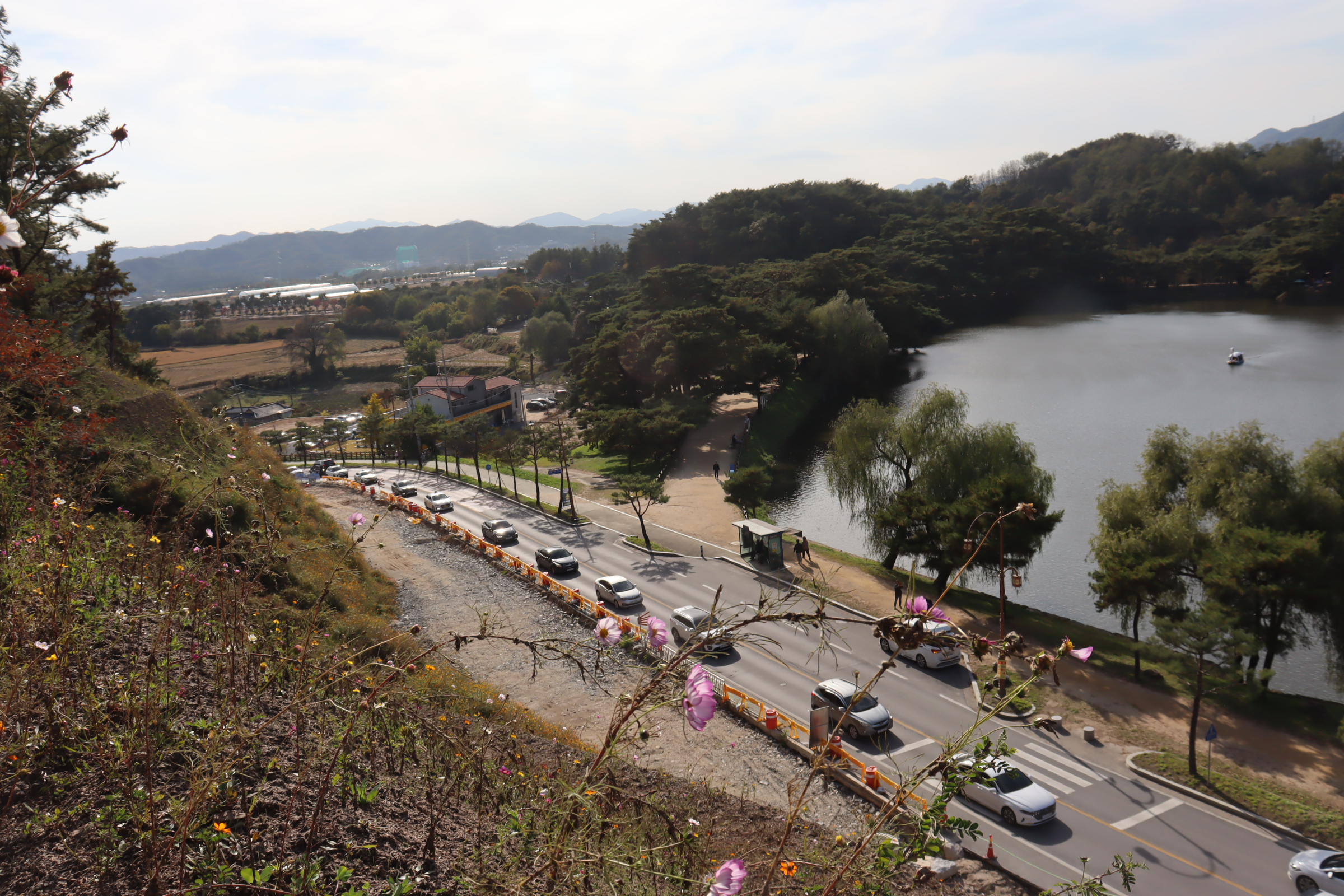
우륵단 서쪽에 의림대로 확장공사로 인한 절삭 부분

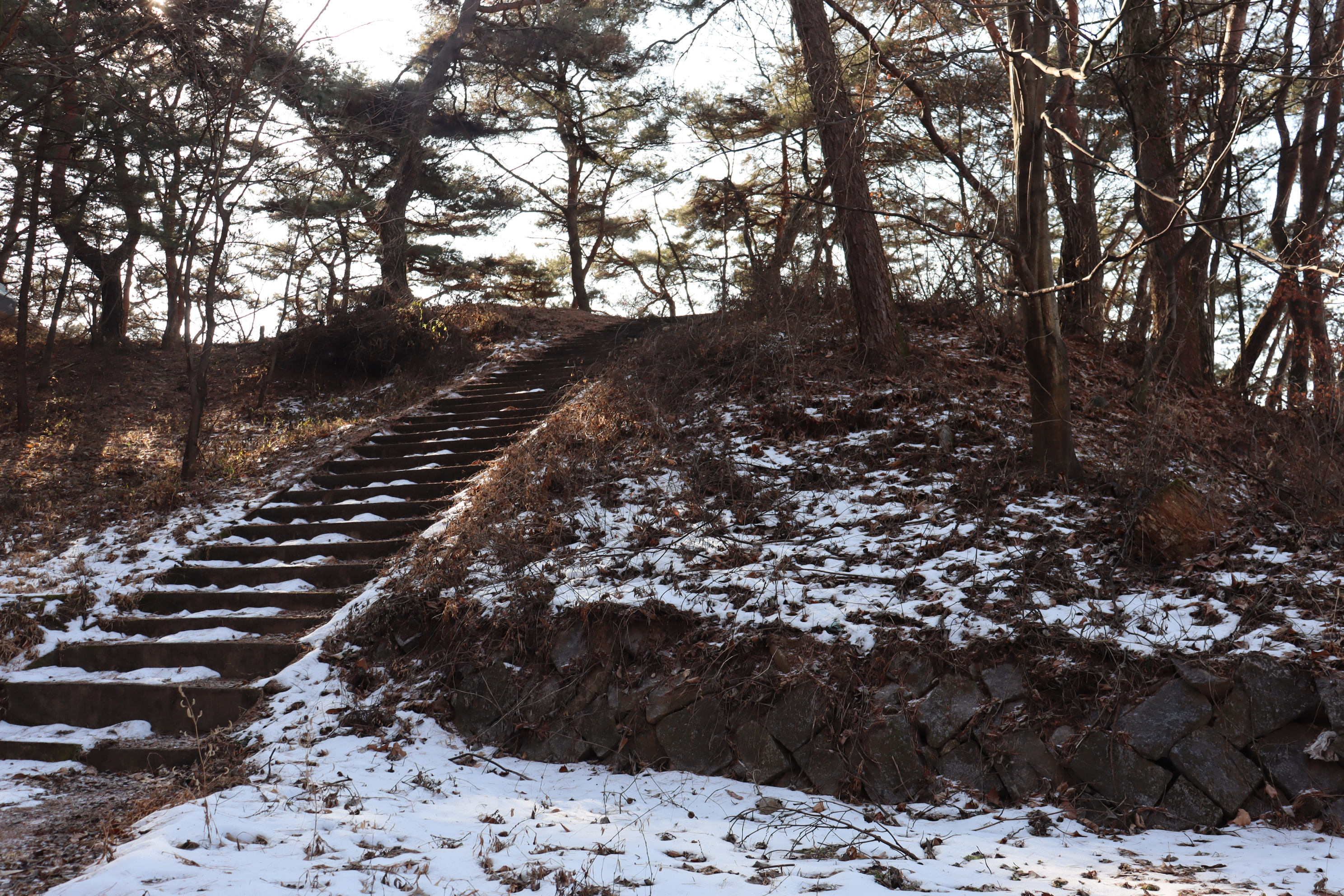
의림지 동쪽에 있는 우륵당에서 목재계단 위에 있는 우륵단

## 1. 위치
우륵단(于勒壇)은 충청북도 제천시 모산동 의림지 제방에서 동쪽으로 의림대로를 건너 우륵산 낙맥에 자리한다.

## 2. 유래
① 김이만(金履萬)의 《학고집(鶴皐集)》임호부(林湖賦) 중에, “그곳에 천척(千尺)의 우뚝 솟은 단(壇)이 있는데, 우륵이 살면서 쉬던 곳이다.”라는 천척은 상당히 높은 산으로 인식할 수 있으나 의림지에서 볼 때 능선의 끝자락 벼랑에 수려한 작은 봉우리이다.
②《조선환여승람(朝鮮寰輿勝覽)》에, “의림지의 동쪽 언덕에 수려한 봉우리는 악사 우륵이 12현금을 탄금한 곳이다.하여 

호반에 산봉우리를 지칭하고 있다. 악성 우륵이 터전을 잡고 살았던 우륵동(于勒洞) 뒷동산에서 솔바람이 불어오는 우륵단에서 호수를 바라보며 12현금을 탄금한 성지로 소명된다.

## 3. 제영
• 박수검(朴守儉) / 〔을해 모춘(暮春) 임호(林湖)에서 유람하며 짓다(乙亥暮春 遊林湖作)〕라는 시구 가운데, 
"古壇松老鶴回遲(고단송로학회지). 옛 단(壇)에 노송은 학이 서서히 도는구나."하여 우륵단의 노송에 학이 깃든 서식처의 자연환경에서 우륵단의 위치가 소명된다. 

• 김이만(金履萬) / 〔김맹작(金孟綽) 임호(林湖) 차운하다(次金孟綽林湖韻)〕라는 시구 가운데, 
"仙壇俯壓三叉路(선단부압삼차로), 선단(仙壇)에서 굽어보니 세 갈레 길이라,"하여 우륵선인이 탄금한 산봉우리에 갈림길에 우륵단이 위치한 곳을 알 수 있다. 

## 4. 현황
의림지 제방에서 동쪽으로 시내버스 정류소에서 남동향으로 올라가면 협곡에 평지를 조성한 곳이 악성 우륵의 위업을 기리면서 추앙한 우륵사당 터에서 다시 능선을 향하여 계단을 올라서면 소나무와 잡목이 우거진 곳에 의림지를 향한 절벽에 평평한 능선의 끝자락에 있다.
2023년 현재 의림지 동쪽으로 호반에 남-북 간으로 이어진 의림대로에 교통체증으로 인하여 4차선으로 확장하면서 기존에 우륵단 산봉우리 서쪽을 절삭하여 철근 콘크리트로 옹벽을 설치하면서 산세가 훼손되었다.
이로 인하여 기존에 우륵단 입구에는 우륵당 방면에서 수로 시설을 설치하면서 입구를 차단하였다.
이에 내제문화연구회에서 이의를 제기하여 계단을 설치하기로 하였다. 
또한 도로공사를 하면서 우륵당 터에서 우륵단으로 올라가는 목재 계단은 철거하였으며, 우륵단에는 서쪽으로 벼랑을 절삭하면서 기존에 울창한 소나무를 벌목하여 예전에 비하여 의림지가 한 눈에 조망권을 지닌 전망대가 되었다.  

## 5. 의의
의림지 동쪽 산봉우리에 있는 우륵단(于勒壇)은 청풍 성열현인 악성 우륵이 학이 서식하는 노송 아래서 의림지 호수를 관망하면서 12현금을 탄금한 명소로 내재적인 가치를 지닌다.

## 참고문헌
1. ↑  金履萬, 《鶴臯先生文集卷之一》林湖賦, 有壇屹其千尺于勒之所棲息也.
2. ↑  柳今烈, 《義林池總覽(上)》, 奈堤文化硏究會, p. 2020. 651.
3. ↑  《朝鮮寰輿勝覽》名所, 池之東畔有秀峯昔于勒樂師彈琴處也.
4. ↑  柳今烈, 《義林池總覽(上)》, 奈堤文化硏究會, p. 2020. 651.
5. ↑  朴守儉, 《林湖集卷之二》. 柳今烈, 《義林池總覽(上)》, 奈堤文化硏究會, p. 2020. 708.
6. ↑  金履萬,《鶴臯先生文集卷之一》. 柳今烈, 《義林池總覽(上)》, 奈堤文化硏究會, p. 2020. 708.
7. ↑  柳今烈, 《義林池總覽(上)》, 奈堤文化硏究會, p. 2020. 651.